# Organització Mundial Contra la Tortura
L'Organització Mundial Contra la Tortura (OMCT, pel seu nom en francès, Organisation Mondiale Contre la Torture) és la major coalició d'organitzacions no governamentals que lluiten contra la detenció arbitrària, la tortura, les execucions sumàries i arbitràries, les desaparicions forçades i altres formes de violència. La seva xarxa global, SOS Tortura, consta de prop de 200 organitzacions locals, nacionals i regionals, que comparteixen l'objectiu comú d'erradicar aquestes pràctiques i fomentar el respecte als drets humans. Va ser fundada el 1985.
L'Organització té set programes:
- Assistència a víctimes,
- Drets de la infància,
- Drets econòmics, socials i culturals,
- Defensor dels drets humans,
- Campanyes urgents,
- Violència contra la dona,
- Seguiment dels compromisos internacionals dels estats.

La seva seu principal es troba a Ginebra i una sucursal a Brussel·les.